# Mladen Zlatić
Mladen Zlatić (Vršac, ...) è un giocatore di football americano serbo, che gioca nel ruolo di quarterback per i Banat Bulls.